# 伊那上神社
伊那上神社（いなかみじんじゃ）は、静岡県賀茂郡松崎町宮内にある神社。

## 概要
松崎町中心部の南東、那賀川に国道136号が差し掛かる手前の東脇に鎮座している。
創建は不詳だが、元々は弘仁2年（811年）に伊予国（愛媛県）の大山祇神社から、あるいは弘仁8年（817年）に三嶋大社から勧請されたとも伝えられる三島・大山祇信仰の神社であり、また式内社にも選ばれている歴史ある古社である。
明治6年（1873年）に郷社に列する。

## 祭神
- 積羽八重事代主命

## 文化財
- 松喰双鶴鏡 - 県指定有形文化財。
- 男神坐像 - 町指定有形文化財。

町指定の天然記念物だった亀甲松（樹齢350年余）は1993年（平成5年）3月に枯死した。